# Parkesia motacilla
El chipe de agua sureño (Parkesia motacilla), también conocido como reinita de Luisiana, es una especie de ave migratoria del Nuevo Mundo, clasificada dentro de la familia Parulidae.

## Descripción
Parkesia motacilla es un parúlido de gran tamaño, con una longitud de entre 14 a 17 cm, extensión alar de 23 a 25.4 cm y un peso promedio entre 16.2 a 20.6 g. 
En la cabeza, la corona es de color marrón con una ceja blanca. Su pico es puntiagudo y oscuro. La garganta está ligeramente rayada de blanco y negro con un rayado más pronunciado en el pecho y costados, tiene la parte inferior de la cola y los costados de gamuza, y patas color rosa brillante. Su dorso es uniformemente marrón. Ambos sexos son morfológicamente similares. Las aves jóvenes tienen gamuza en lugar de una base blanca.
Está estrechamente relacionado con el Parkesia noveboracensis. 
Ambas especies caminan en vez de saltar, y parecen columpiarse ya que sacuden sus partes posteriores a medida que avanzan.

## Distribución y hábitat
Es una especie que se reproduce en el este de los Estados Unidos al sur de los grandes lagos, con la excepción notable de la península de la Florida, donde habita bosques perennifolios y mixtos de clima templado y húmedo. En invierno migra al sur de México, las Antillas, América Central y América del Sur en el norte de Venezuela y Colombia, donde se distribuye en bosques tropicales húmedos de baja elevación.
Busca su alimento entre la hojarasca del suelo.

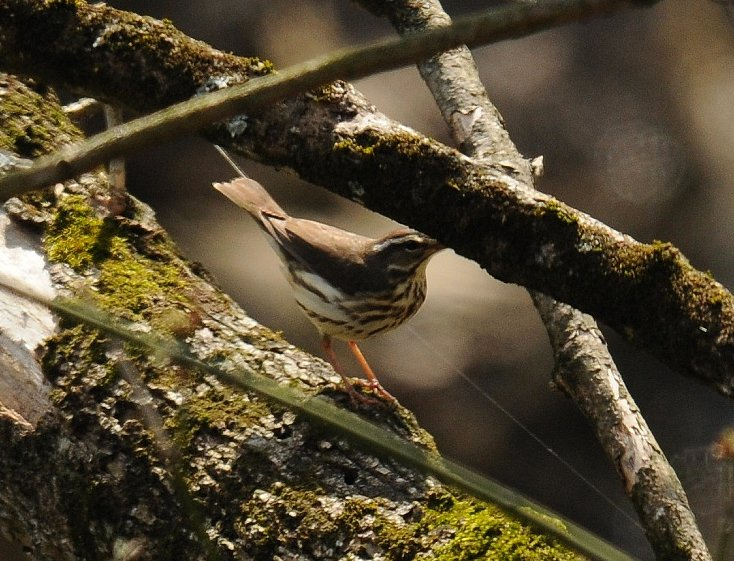
En la presa de Brighton en Maryland Estados Unidos.